# Ad tuendam fidem
Ad tuendam fidem (česky K ochraně víry) je apoštolský list papeže Jana Pavla II. vydaný jako motu proprio 18. května 1998.

## List
Apoštolský list pozměňuje Kodex kánonů východních církví (CCEO) a Kodex kanonického práva (CIC) upřesněním formy vyznání víry skládaného služebníky církve před nástupem do úřadu.

## Komentář
Kongregace pro nauku víry připojila k zveřejněnému dokumentu doktrinální komentář, který objasňuje dva stupně (kategorie) učení církve z hlediska autority. Nejvyšší stupeň má to učení, které bylo slavnostně vyhlášeno jako zjevené Bohem. Tento stupeň věřící přijímá „božskou vírou“ (latinsky fide divina), tj. věří Bohu. Druhým stupněm je učení, jež má stejnou neomylnost, není však přímým Božím zjevením, nýbrž je se zjevením neoddělitelně spojeno dějinnou souvislostí nebo logicky. Toto učení může, avšak nemusí být církví výslovně vyhlášeno jako definitivní. Tato druhá kategorie vyžaduje „oddanou podřízenost vůle a rozumu“ (lat. obsequium religiosum voluntatis et intellectus). 
Druhý stupeň tedy vyzývá k pevnému a definitivnímu souhlasu, zatímco první stupeň k božské víře.
Kongregace v doktrinálním komentáři podává několik příkladů učení první kategorie, zahrnující články Kréda, učení o svátostné povaze eucharistie a o těžké nemorálnosti přímého a dobrovolného zabiti nevinného člověka. Druhá kategorie obsahuje učení o takových otázkách jako je nedovolenost eutanazie, prostituce a smilstva, o tzv. „facta dogmatica“, jako je například kanonizace svatých, nebo o prohlášení neplatnosti anglikánských svěcení.
Jako významný případ druhé kategorie pravd je uváděna nauka, že (katolická) církev nemá oprávnění udílet kněžské svěcení ženám; Jan Pavel II. v apoštolské konstituci Ordinatio sacerdotalis z r. 1994 tuto nauku výslovně nedefinoval jako Bohem zjevenou, přesto je definitivní a může být v budoucnu definována jako Bohem zjevená.